# The Big O (álbum)
The Big O es el decimotercer álbum de estudio del músico estadounidense Roy Orbison, publicado por la compañía discográfica London Records en 1970. El álbum contó con la participación del grupo británico The Art Movement en todas las canciones excepto en «Penny Arcade», una grabación publicada como sencillo en 1969. «Penny Arcade» llegó al puesto 27 en la lista británica UK Singles Chart y fue el último gran éxito del músico en vida. El sencillo también llegó al primer puesto en la lista de éxitos de Australia, donde se mantuvo durante cuatro semanas en lo alto de la lista.

## Lista de canciones
Cara A
1. "Break My Mind" (John D. Loudermilk) - 3:15
2. "Help Me, Rhonda" (Brian Wilson) - 2:57
3. "Only You" (Buck Ram) - 2:41
4. "Down The Line" (Orbison) - 2:26
5. "Money" (Berry Gordy, Jr., Janie Bradford) - 3:01
6. "When I Stop Dreaming" (Ira Louvin, Charlie Louvin) - 2:41

Cara B
1. "Loving Touch" (Terry Widlake) - 2:51
2. "Land of a Thousand Dances" (Chris Kenner, Fats Domino) - 3:13
3. "Scarlet Ribbons (For Her Hair)" (Evelyn Danzig, Jack Segal) - 3:00
4. "She Won't Hang Her Love Out (On The Line)" (Bill Dees, Mark Mathis) - 2:11
5. "Casting My Spell On You" (Edwin Johnson, Alvin Johnson) - 2:12
6. "Penny Arcade" (Sammy King) - 3:07

## Personal
- Roy Orbison - voz y guitarra.
- Billy Dean - guitarra.
- Roger Bryan - guitarra.
- Keith Headley - piano.
- Terry Widlake - bajo.
- Bob Munday - batería.
- John Switters - percusión.

## Posición en listas
Sencillos
| Sencillo       | País           | Lista                    | Posición |
| -------------- | -------------- | ------------------------ | -------- |
| «Penny Arcade» | Australia      | Australian Singles Chart | 1        |
| «Penny Arcade» | Estados Unidos | Billboard Hot 100        | 133      |
| «Penny Arcade» | Reino Unido    | UK Singles Chart         | 27       |